# Callostylis
Callostylis es un género de plantas perteneciente a la familia de las orquídeas. En el pasado se consideraba sinónimo del género Eria, pero actualmente ha pasado a ser un nombre aceptado.
Aunque propuesto en 1825, desde entonces ha sido una parte integral de Eria. Ha sido recientemente restaurado para dar cabida a 52 especies de diferentes secciones de ese género.

## Taxonomía
El género fue descrito por Carl Ludwig Blume y publicado en Bijdragen tot de flora van Nederlandsch Indië 7: 340. 1825.
Etimología
Callostylis: nombre genérico que deriva de las palabras griegas: kailos = "hermoso" y stylis = "pilar", en referencia a la belleza de la columna de las flores de este género.
Forman parte de este género recientemente aceptado por la comunidad científica especies anteriormente pertenecientes a cinco géneros, aún pendientes de revisión, reducidos hoy a cinco secciones:

## Especies
- Callostylis - Plantas de rizoma alargado, pseudobulbos con pocas hojas y flores de labelo entero.

1. Callostylis cyrtosepala (Schltr.) Y.P.Ng & P.J.Cribb, Orchid Rev. 113: 272 (2005).
2. Callostylis pulchella (Lindl.) S.C.Chen & Z.H.Tsi, Acta Bot. Yunnan. 6: 270 (1984).
3. Callostylis rigida Blume, Bijdr.: 340 (1825).